# NGC 4197
NGC 4197 (другие обозначения — UGC 7247, IRAS12121+0605, MCG 1-31-29, VV 520, ZWG 41.52, VCC 120, FGC 1390, PGC 39114) — спиральная галактика (Sc) в созвездии Девы. Открыта Уильямом Гершелем в 1784 году.
Галактика содержит источник рентгеновского излучения мощностью около 1040 эрг/с. Возможно, им является чёрная дыра промежуточной массы.
Этот объект входит в число перечисленных в оригинальной редакции «Нового общего каталога».
Галактика NGC 4197 входит в состав группы галактик NGC 4261. Помимо NGC 4197 в группу также входят ещё 31 галактика.